# Leon Stankiewicz
Leon Józef Stankiewicz (ur. 25 września 1892 w Łubnie k. Dynowa, zm. 26 października 1968 w Ogorzelinach, pochowany w Starogardzie Gdańskim) – polski adwokat, notariusz, działacz społeczny i polityczny.

## Lata 1892–1919
Urodził się w poddynowskim Łubnie jako syn Karola i Stanisławy Stankiewiczów. Pochodził z wywodzącej się z Litwy rodziny o tradycjach ziemiańskich od pokoleń osiadłej w Dynowie. Miał liczne rodzeństwo w tym brata Bronisława Stankiewicza (księdza) i Eugeniusza Stankiewicza (również adwokata).
Szkołę ludową ukończył w Dynowie, później uczył się w gimnazjum realnym im. Cesarza Franciszka Józefa w Drohobyczu gdzie jego kolegami z klasy byli między innymi Michał Karaszewicz-Tokarzewski i Kazimierz Wierzyński. Do klasy o rok wyższej, razem z Bruno Schulzem uczęszczał jego brat Bronisław. W roku 1911 Leon Stankiewicz uzyskał maturę i podjął studia prawnicze na Uniwersytecie Lwowskim. W roku akademickim 1914/1915 studiował na Uniwersytecie Wiedeńskim. Po ukończeniu studiów i zdaniu egzaminów rządowych prawno-historycznego, sądowego i z nauk politycznych został powołany do wojska austriackiego i wysłany na front. Został ranny w ofensywie nad Piavą. Po wyleczeniu ran wstąpił na ochotnika do tworzącego się wojska polskiego i walczył na froncie ukraińskim oraz bolszewickim. We wrześniu 1919 został zdemobilizowany.

## Lata 1920–1939
Podjął pracę jako aplikant sądowy w Poznaniu. W roku 1923 zdał egzamin asesorski i uzyskał prawo wykonywania zawodu sędziowskiego i adwokackiego. Praktykę adwokacką podjął w Starogardzie Gdańskim. Kancelarię prowadził nieprzerwanie do wybuchu II wojny światowej. Jednocześnie wykonywał przez pewien czas (co najmniej w latach 1926–1930) zawód notariusza na obwód Sądu Apelacyjnego w Toruniu z siedzibą w Starogardzie.
Oprócz aktywnej działalności zawodowej był zaangażowany społecznie i politycznie. W 1929 wszedł do Rady Miejskiej Starogardu, w której był prezesem Klubu Narodowego. Po zamachu na Bronisława Pierackiego został aresztowany i zatrzymany przez tydzień w więzieniu w Starogardzie na podstawie art. 2 rozporządzenia Prezydenta RP z 17 czerwca 1934 w sprawie osób zagrażających bezpieczeństwu, spokojowi i porządkowi publicznemu. Był także związany z Polskim Towarzystwem Gimnastycznym „Sokół”, w którego strukturach pełnił różne funkcje.
Występował w licznych głośnych sprawach, opisywanych często przez prasę. Podczas pobytu w Gdyni przy okazji sprawy dotyczącej nieprawidłowości przy budowie tamtejszej poczty zafascynowany dynamizmem procesu budowy portu i miasta, postanowił włączyć się w to przedsięwzięcie. Jego kamienica, wybudowana według projektu Włodzimierza Prochaski i Tadeusza Jędrzejewskiego przy ulicy Świętojańskiej 53 była jednym z pierwszych ukończonych domów w Gdyni. Wśród jego lokatorów był między innymi Stefan de Walden.

## Lata 1939-1968
Poszukiwany przez Gestapo podczas wojny ukrywał się w rodzinnym Dynowie. Bezpośrednio po jej zakończeniu wrócił na Pomorze i podjął od razu praktykę adwokacką w Gdyni. Pod wpływem Leona Dziubeckiego zaangażował się w próbę wskrzeszenia zdelegalizowanego Stronnictwa Narodowego. Wedle akt sprawy miał kierować SN na obszarze od Szczecina do Gdańska.
Został aresztowany 6 stycznia 1947 i skazany na sześć lat więzienia, a także na utratę praw publicznych i obywatelskich praw honorowych na okres lat trzech oraz przepadek całego mienia. W wyniku amnestii wyrok został skrócony do lat trzech.
Po wyjściu na wolność długo pozostawał bez możliwości pracy w zawodzie. Został także wysiedlony z Gdyni. Do miasta tego powrócił dopiero w 1956 r. i po uzyskaniu rehabilitacji w 1958 podjął pracę w Zespole Adwokackim nr 2. Zmarł po długiej i ciężkiej chorobie, której nabawił się podczas pobytu w więzieniu.